# Volo American Airlines 625
Il volo American Airlines 625 era un volo di linea della American Airlines con decollo dall'Aeroporto T. F. Green e destinazione l'Aeroporto di Saint Thomas con scalo intermedio all'Aeroporto Internazionale John F. Kennedy. Il 27 aprile 1976, il Boeing 727 che operava il volo uscì di pista durante l'atterraggio all'Aeroporto di Saint Thomas. Nell'incidente morirono trentasette persone; è il più grave incidente aereo accaduto nel territorio delle Isole Vergini.

## Il velivolo
Il velivolo coinvolto nell'incidente era un Boeing 727-95 con numero di registrazione N1963 e MSN 19837 motorizzato da tre JT8D e costruito nel 1967.
Al momento dell'incidente aveva accumulato 21,926 ore di volo

## Il volo
Il volo 625 decollò dall'Aeroporto JFK alle 12:00 con 88 persone a bordo e 7 membri dell'equipaggio. La crociera a 33 000 piedi (10 000 m) avvenne senza alcun problema.
Alle 15:04, a circa 20 miglia nord dell'Aeroporto di Saint Thomas, i piloti cancellarono il piano di volo IFR per proseguire in VFR. Il Comandante scelse un avvicinamento ILS alla pista 09
Quando l'aereo intercettò il glide slope dell'ILS, i flap vennero estratti fino a 25° ed il carrello esteso. A 1 000 piedi (300 m) piedi i flap vennero ulteriormente estesi a 30°.
I piloti riferirono che l'avvicinamento iniziò ad una velocità di circa 20 KIAS in più rispetto a quello stabilito.
Il Boeing sorvolò la testata della pista 09 a circa 35 piedi (11 m) e il Comandante spostò le manette al minimo.
Quando il velivolo era ormai prossimo a toccare incontrò una turbolenza che lo fece inclinare pericolosamente verso destra. I piloti riallinearono l'aereo che nel frattempo era salito di quota. Malgrado la pista utilizzabile si fosse ridotta molto decisero di atterrare ugualmente.
Subito dopo aver toccato i piloti si resero conto che la pista rimanente non avrebbe permesso l'arresto del velivolo e il Comandante ordinò di riattaccare e portò le manette al massimo.
I motori del 727 però rispondevano con un ritardo di circa 7 secondi rispetto all'input delle manette. Il Comandante, non vedendo la potenza dei motori aumentare, decise di abortire la riattaccata e applicò la massima potenza frenante.
Il Boeing oltrepassò la pista e impattò contro l'antenna dell'ILS e la recinzione dell'aeroporto continuando la sua corsa contro otto auto ed arrestandosi tra una stazione di benzina ed un magazzino di rum.

## L'inchiesta
Per accertare le cause dell'incidente venne nominata una commissione di inchiesta presieduta dalla National Transportation Safety Board.
L'inchiesta stabilì che la causa principale dell'incidente fu la decisione del Comandante di effettuare una riattaccata avendo ormai a disposizione poca pista dopo un atterraggio lungo
La causa dell'atterraggio lungo è da attribuire a fattori meteorologici comuni in quell'aeroporto ed alla decisione del Comandante di effettuare un atterraggio con il 30° di flap invece di 40° come previsto